# Международная федерация ассоциаций профессиональных футболистов
Международная федерация ассоциаций профессиональных футболистов (фр. Fédération Internationale des Associations de Footballeurs Professionnels), более известная по аббревиатуре FIFPro — всемирная организация, объединяющая представителей профессиональных футболистов. В настоящее время в неё входит 66 национальных профсоюза футболистов. Также профсоюзы четырёх стран являются кандидатами. 

## Краткая история
15 декабря 1965 года представители французского, шотландского, английского, итальянского и нидерландского футбольных профсоюзов провели организационную встречу в Париже, на которой было принято решение о создании международной федерации футбольных профсоюзов.

## Совет директоров
Президент: Гордон Тейлор (PFA, Англия)
Генеральный секретарь: Тео ван Сегелен (VVCS, Нидерланды)
Вице-президенты: Филипп Пиа (UNFP, Франция), Леонардо Гроссо (AIC, Италия), Херардо Мовилья (AFE, Испания), Хорхе Домингес (FAA, Аргентина)
Секретарь исполнительного совета: Фредерикве Виниа (Нидерланды)

## Награды
В 2005 году ФИФПРО учредил ежегодные награды для футболистов: «Сборная мира», «Игрок года в мире» и «Молодой игрок года».

## Сборная мира
Состав «сборной мира» определяется по результатам голосования футболистов, которые выбирают игроков из списка кандидатов на каждую позицию.
Обладатели премии Золотой мяч ФИФА за сезон выделены жирным .
| Сезон | Вратарь                           | Защитники | Полузащитники                                                                                  | Нападающие |
| ----- | --------------------------------- | --- | ---------------------------------------------------------------------------------------------- | --- |
| 2005  | Дида (Милан)                      | Кафу (Милан) Джон Терри (Челси) Алессандро Неста (Милан) Паоло Мальдини (Милан)                                       | Роналдиньо (Барселона) Зинедин Зидан (Реал Мадрид) Клод Макелеле (Челси) Фрэнк Лэмпард (Челси) | Самуэль Это’о (Барселона) Андрей Шевченко (Милан)                                                                                           |
| 2006  | Джанлуиджи Буффон (Ювентус)       | Лилиан Тюрам (Ювентус/Барселона) Джон Терри (Челси) Фабио Каннаваро (Ювентус) Джанлука Дзамбротта (Ювентус/Барселона) | Зинедин Зидан (Реал Мадрид) Кака (Милан) Андреа Пирло (Милан)                                  | Роналдиньо (Барселона) Самуэль Это’о (Барселона) Тьерри Анри (Арсенал)                                                                      |
| 2007  | Джанлуиджи Буффон (Ювентус)       | Алессандро Неста (Милан) Фабио Каннаваро (Реал Мадрид) Джон Терри (Челси) Карлес Пуйоль (Барселона)                   | Кака (Милан) Криштиану Роналду (Манчестер Юнайтед) Стивен Джеррард (Ливерпуль)                 | Роналдиньо (Барселона) Дидье Дрогба (Челси) Лионель Месси (Барселона)                                                                       |
| 2008  | Икер Касильяс (Реал Мадрид)       | Серхио Рамос (Реал Мадрид) Карлес Пуйоль (Барселона) Джон Терри (Челси) Рио Фердинанд (Манчестер Юнайтед)             | Кака (Милан) Хави (Барселона) Стивен Джеррард (Ливерпуль)                                      | Криштиану Роналду (Манчестер Юнайтед) Фернандо Торрес (Ливерпуль) Лионель Месси (Барселона)                                                 |
| 2009  | Икер Касильяс (Реал Мадрид)       | Дани Алвес (Барселона) Джон Терри (Челси) Неманья Видич (Манчестер Юнайтед) Патрис Эвра (Манчестер Юнайтед)           | Андрес Иньеста (Барселона) Хави (Барселона) Стивен Джеррард (Ливерпуль)                        | Криштиану Роналду (Манчестер Юнайтед/Реал Мадрид) Фернандо Торрес (Ливерпуль) Лионель Месси (Барселона)                                     |
| 2010  | Икер Касильяс (Реал Мадрид)       | Майкон (Интер) Лусио (Интер) Жерар Пике (Барселона) Карлес Пуйоль (Барселона)                                         | Андрес Иньеста (Барселона) Хави (Барселона) Уэсли Снейдер (Интер)                              | Криштиану Роналду (Реал Мадрид) Давид Вилья (Валенсия/Барселона) Лионель Месси (Барселона)                                                  |
| 2011  | Икер Касильяс (Реал Мадрид)       | Серхио Рамос (Реал Мадрид) Жерар Пике (Барселона) Неманья Видич (Манчестер Юнайтед) Дани Алвес (Барселона)            | Андрес Иньеста (Барселона) Хави (Барселона) Хаби Алонсо (Реал Мадрид)                          | Криштиану Роналду (Реал Мадрид) Уэйн Руни (Манчестер Юнайтед) Лионель Месси (Барселона)                                                     |
| 2012  | Икер Касильяс (Реал Мадрид)       | Серхио Рамос (Реал Мадрид) Марсело (Реал Мадрид) Жерар Пике (Барселона) Дани Алвес (Барселона)                        | Хаби Алонсо (Реал Мадрид) Андрес Иньеста (Барселона) Хави (Барселона)                          | Лионель Месси (Барселона) Радамель Фалькао (Атлетико Мадрид) Криштиану Роналду (Реал Мадрид)                                                |
| 2013  | Мануэль Нойер (Бавария)           | Дани Алвес (Барселона) Филипп Лам (Бавария) Серхио Рамос (Реал Мадрид) Тиагу Силва (Пари Сен-Жермен)                  | Андрес Иньеста (Барселона) Франк Рибери (Бавария) Хави (Барселона)                             | Криштиану Роналду (Реал Мадрид) Златан Ибрагимович (Пари Сен-Жермен) Лионель Месси (Барселона)                                              |
| 2014  | Мануэль Нойер (Бавария)           | Давид Луис (ПСЖ) Филипп Лам (Бавария) Серхио Рамос (Реал Мадрид) Тиагу Силва (Пари Сен-Жермен)                        | Андрес Иньеста (Барселона) Анхель Ди Мария (Манчестер Юнайтед) Тони Кроос (Реал Мадрид)        | Криштиану Роналду (Реал Мадрид) Арьен Роббен (Бавария) Лионель Месси (Барселона)                                                            |
| 2021  | Джанлуиджи Доннарумма (Милан/ПСЖ) | Давид Алаба (Бавария/Реал Мадрид) Леонардо Бонуччи (Ювентус) Рубен Диаш (Манчестер Сити)                              | Жоржиньо (Челси) Н'Голо Канте (Челси) Кевин Де Брёйне (Манчестер Сити)                         | Криштиану Роналду (Ювентус/Манчестер Юнайтед) Эрлинг Холанн (Боруссия Дортмунд) Роберт Левандовский (Бавария) Лионель Месси (Барселона/ПСЖ) |

### Попаданий по игроку
|    | Игрок             | Кол-во побед | Годы                                                       | Клуб(ы)                        |
| -- | ----------------- | ------------ | ---------------------------------------------------------- | ------------------------------ |
| 1  | Лионель Месси     | 8            | 2007, 2008, 2009, 2010, 2011, 2012, 2013, 2014, 2015, 2021 | Барселона, ПСЖ                 |
| 1  | Криштиану Роналду | 8            | 2007, 2008, 2009, 2010, 2011, 2012, 2013, 2014, 2015, 2021 | Манчестер Юнайтед, Реал Мадрид |
| 3  | Андрес Иньеста    | 7            | 2009, 2010, 2011, 2012, 2013, 2014                         | Барселона                      |
| 4  | Хави              | 6            | 2008, 2009, 2010, 2011, 2012, 2013                         | Барселона                      |
| 4  | Серхио Рамос      | 6            | 2008, 2011, 2012, 2013, 2014, 2015                         | Реал Мадрид                    |
| 6  | Дани Алвес        | 5            | 2009, 2011, 2012, 2013, 2015                               | Барселона                      |
| 6  | Икер Касильяс     | 5            | 2008, 2009, 2010, 2011, 2012                               | Реал Мадрид                    |
| 6  | Джон Терри        | 5            | 2005, 2006, 2007, 2008, 2009                               | Челси                          |
| 9  | Мануэль Нойер     | 3            | 2013, 2014, 2015                                           | Бавария                        |
| 9  | Стивен Джеррард   | 3            | 2007, 2008, 2009                                           | Ливерпуль                      |
| 9  | Кака              | 3            | 2006, 2007, 2008                                           | Милан                          |
| 9  | Жерар Пике        | 3            | 2010, 2011, 2012                                           | Барселона                      |
| 9  | Карлес Пуйоль     | 3            | 2007, 2008, 2010                                           | Барселона                      |
| 9  | Роналдиньо        | 3            | 2005, 2006, 2007                                           | Барселона                      |
| 13 | Филипп Лам        | 2            | 2013, 2014                                                 | Бавария                        |
| 13 | Фенандо Торрес    | 2            | 2008, 2009                                                 | Ливерпуль                      |
| 15 | Андрей Шевченко   | 1            | 2005                                                       | Милан                          |
| 15 | Тони Кроос        | 1            | 2014                                                       | Бавария, Реал Мадрид           |
| 15 | Анхель Ди Мария   | 1            | 2014                                                       | Реал Мадрид, Манчестер Юнайтед |
| 15 | Давид Луис        | 1            | 2014                                                       | Челси, Пари Сен-Жермен         |

### Попаданий по клубу
|   | Клуб              | Кол-во попаданий | Игрок(и) |
| - | ----------------- | ---------------- | --- |
| 1 | Барселона         | 41               | Месси (9), Иньеста (7), Хави (6), Алвес (5), Пике, Пуйоль, Роналдиньо (3), Это’о (2), Тюрам, Вилья, Дзамбротта (1) |
| 2 | Реал Мадрид       | 27               | Роналду, Рамос(6), Касильяс (5), Марсело, Хаби Алонсо, Каннаваро, Зидан (2), Кроос, Лука Модрич (1)                |
| 3 | Милан             | 10               | Кака (3), Неста (2), Кафу, Дида, Мальдини, Пирло, Шевченко (1)                                                     |
| 4 | Манчестер Юнайтед | 9                | Роналду (3), Видич (2), Эвра, Фердинанд, Руни, Анхель Ди Мария (1)                                                 |
| 5 | Челси             | 8                | Терри (5), Дрогба, Лэмпард, Макелеле (1)                                                                           |
| 6 | Ювентус           | 5                | Буффон (2), Каннаваро, Тюрам, Дзамбротта (1)                                                                       |
| 6 | Ливерпуль         | 5                | Джеррард (3), Торрес (2)                                                                                           |
| 8 | Интер             | 3                | Лусио, Майкон, Снейдер (1)                                                                                         |
| 9 | Арсенал           | 1                | Анри (1) |
| 9 | Атлетико Мадрид   | 1                | Фалькао (1) |
| 9 | Валенсия          | 1                | Давид Вилья (1) |

### Попаданий по странам
| Страна      | Кол-во попаданий |
| ----------- | ---------------- |
| Испания     | 33               |
| Бразилия    | 17               |
| Англия      | 11               |
| Италия      | 9                |
| Аргентина   | 9                |
| Португалия  | 8                |
| Франция     | 7                |
| Германия    | 5                |
| Камерун     | 2                |
| Нидерланды  | 2                |
| Сербия      | 2                |
| Колумбия    | 1                |
| Кот-д'Ивуар | 1                |
| Украина     | 1                |

### Игрок года
Футболист, набравший наибольшее количество голосов при определении «сборной мира» называется игроком года (World Player of the Year).
| Сезон     | Игрок             | Клуб              |
| --------- | ----------------- | ----------------- |
| 2004/2005 | Роналдиньо        | Барселона         |
| 2005/2006 | Роналдиньо        | Барселона         |
| 2006/2007 | Кака              | Милан             |
| 2007/2008 | Криштиану Роналду | Манчестер Юнайтед |
| 2008/2009 | Лионель Месси     | Барселона         |
| 2009/2010 | Лионель Месси     | Барселона         |
| 2010/2011 | Лионель Месси     | Барселона         |

### Молодой игрок года
Эту награду могут получить двое футболистов: одного выбирает комитет ФИФПРО, а другого — болельщики.
| Сезон     | Игрок (версия комитета)        | Игрок (версия болельщиков)             |
| --------- | ------------------------------ | -------------------------------------- |
| 2004/2005 | Уэйн Руни ( Манчестер Юнайтед) | Криштиану Роналду ( Манчестер Юнайтед) |
| 2005/2006 | Лионель Месси ( Барселона)     | Криштиану Роналду ( Манчестер Юнайтед) |
| 2006/2007 | Лионель Месси ( Барселона)     | Лионель Месси ( Барселона)             |
| 2007/2008 | Лионель Месси ( Барселона)     | Лионель Месси ( Барселона)             |

## Страны-участники
- Австралия
- Австрия
- Англия
- Болгария
- Боливия
- Босния и Герцеговина
- Ботсвана
- Венгрия
- Венесуэла
- Габон
- Гана
- Гватемала
- Гондурас
- Дания
- ДР Конго
- Египет
- Замбия
- Зимбабве
- Израиль
- Индонезия
- Индия
- Ирландия
- Испания
- Италия
- Камерун
- Катар
- Кипр
- Колумбия
- Коста Рика
- Малайзия
- Мальта
- Мексика
- Марокко
- Нидерланды
- Новая Зеландия
- Норвегия
- Панама
- Парагвай
- Перу
- Польша
- Португалия
- Республика Корея
- Румыния
- Северная Македония
- Сербия
- Словакия
- Словения
- США
- Турция
- Украина
- Уругвай
- Финляндия
- Франция
- Хорватия
- Черногория
- Чехия
- Чили
- Швеция
- Швейцария
- Шотландия
- Япония

## Страны-кандидаты
- Исландия
- Канада
- Кыргызстан
- Узбекистан